# Algna biomasa
Algna Biomasa je obnovljiv vir energije,ki ne povečuje izpustov Oglikovega dioksida CO2v ozračje.

## Podnebje
Podnebne spremembe so nas pripeljale do točke,ko se moramo boriti za obstoj ljudi,živali in rastlin.
Te spremembe povzročajo predvsem povečane količine ogljikovega dioksida CO2 in vrsta drugih plinov kot so metan,dušikov oksid razni haloni. 
Ena od rešitev za hitrejšo absorbcijo vseh teh strupenih plinov je tudi gojenje in pridelava algne biomase ,ki s samo pridelavo zelo malo obremenjujejo okolje ter s tem pridobimo zelo dobro razmerje onesnaženje→čisto okolje.

## Vrste alg
Alge so najbolj preproste rastline,brez listov in korenin,katere živijo tako v sladki,slani kot v ledeni ali vroči vodi.
Alge delimo na mnogocelične,ki so vidne s prostimi očmi ali enocelične mikroskopsko majhne alge.
Alge so na začetku prehranjevalne verige po vsem biotskem življu na zemlji in imajo veliko sposobnost pretvorbe sončne energije v uskladiščeno kemijsko energijo,ki pa je pravzaprav biomasa.
Alge lahko podpirajo z energijo vse ekosisteme našega planeta.
Pri procesu fotosinteze se iz preprostih snovi ogljikod dioksid CO2,vode H2O in sončne energije izdelujejo številne molekule beljakovin,ogljikovih hidratov,vitaminov...

## Fotosinteza
{\displaystyle {\begin{matrix}\mathrm {6\;CO_{2}+6\;H_{2}O\quad \longrightarrow \;C_{6}H_{12}O_{6}+6\;O_{2}} \qquad \Delta H^{0}=+2870\ {\frac {\mathrm {kJ} }{\mathrm {mol} }}\end{matrix}}}
Pri tem pa alge utrdijo ogromne količine CO2,cca 50 miljard ton ,ob tem pa proizvedejo še okoli 70% kisika,ki je potreben za življenje na zemlji.
Mikro Alge primerne za gojenje so iz rodov Chlorella,Spirulina,Dunaliella in Haematococcus ter še nekaterih.
Take alge so še posebej primerne za gojenje,saj protrebujejo zelo malo stvari za rast ,se hitro razmnožujejo in dosegajo visoko gostoto pridelave. 

## Pridobivanje
Alge lahko gojimo na površinah,ki so nerodovitna in težje dostopna.Izredno hitro rastejo.Obiramo (žanjemo) jih periodično,večkrat letno in s tem pridobimo enormne količine (biomase).

## Uporaba
Spekter uporabe alg je zelo širok saj poznamo skoraj pol milijona vrst in podvrst.
Iz njih laho pridobivamo tako prehranske dodatke kot so zdravila,barvila,gnojila lahko pa pridobivamo celo samo za hrano.Sušene alge pa lahko uporabimo za kurjenje,pridobivamo olja-biodizel,polisaharide,ki pa ga predelujemo v bioetanol.Lahko pa celo iz nekaterih vrst pridobivamo vodik za katerega pa vemo,da je zelo čisto in visoko kakovostno gorivo. 
Najbolj produktivna je proizvodnja alg v zaprtih ali tako imenovanih fotobioreaktorskih prostorih,
kjer je mogoč popoln nadzor nad vsemi dejavniki in s tem večji doprinos pridelave.
Med večje se zaenkrat šteje bioreaktor v Kloetzeju v bližini Wolfsburga kjer imajo 500 kilometrov samih cevi za gojenje alg v prostornini 700m3.
Proizvedejo približno 130-150 ton suhe biomase na leto.

## Prihodnost
Alge so zelo koristne v boju s samim onesnaževanjem,saj rastejo na raznih substratih,
odpadkih,smetiščih,odpadnih vodah,
katere pretvorijo v nenevarne okolju neškodljive snovi.